# Jolanta Baziak
Jolanta Baziak (ur. 10 kwietnia 1956 w Toruniu) – polska poetka, eseistka, krytyk literacki, redaktor, wydawca, plastyk i animator kultury. 

## Życiorys
W wieku 13 lat (rok 1969) zamieszkała w Bydgoszczy. Tu ukończyła szkołę podstawową i liceum ekonomiczne. Następnie studia na wydziale teologii, w tym doktoranckie filozoficzne (Uniwersytet im. Adama Mickiewicza w Poznaniu) oraz filologię polską w Uniwersytecie im. Kazimierza Wielkiego w Bydgoszczy. Od roku 1976 w ZPR (Zjednoczone Przedsiębiorstwa Rozrywkowe). Kolejne 10 lat (1985-1994) poświęciła początkowo Estradzie Bydgoskiej, a następnie Estradzie Poznańskiej (jako kierownik zespołu estradowego). W 1994 została członkiem Stowarzyszenia Pisarzy Polskich. Od 1997 jest redaktorem naczelnym Ogólnopolskiego Miesięcznika Literackiego Akant. Otrzymała m.in. Nagrodę Milczewskiego-Bruno oraz Strzałę Łuczniczki za najlepszą książkę roku 2006, ponadto Srebrny i Złoty  Krzyż Zasługi oraz odznakę Zasłużony dla Kultury Polskiej. W 2013 uhonorowana doroczną Nagrodą Artystyczną Prezydenta Miasta Bydgoszczy za całokształt pracy artystycznej.
Przez 13 lat redagowała katalogi i wydawnictwa Muzeum Okręgowego im. L. Wyczółkowskiego w Bydgoszczy, jest jurorką ogólnopolskich konkursów literackich. Jako animatorka kultury prowadzi warsztaty literacko-filozoficzne dla młodzieży i dorosłych. 
Jej malarstwo nosi znamiona impresjonizmu.

## Twórczość
Debiutowała w roku 1974, czytając swoje wiersze przed mikrofonem Polskiego Radia. Utwory publikowała w czasopismach: "Metafora", "Sycyna", "Literatura" i "Promocje Pomorskie", "Nihil Novi", "Akant", "Okolica Poetów". Jej wiersze przetłumaczono na język niemiecki, angielski, islandzki, ukraiński oraz czeski.
Jolanta Baziak tworzy poezję mistyczną, której stałym motywem jest poszukiwanie metafizycznych i religijnych sensów codziennego doświadczenia ciała oraz relacji międzyludzkich. Jej − określana jako trudna w odbiorze i wieloznaczna − twórczość zdradza silne więzi z malarstwem impresjonistycznym.
Twórczość poetycka Jolanty Baziak określana jest jako hermetyczna i trudna w odbiorze; rządzi nią prawo niedopowiedzenia, aluzyjności oraz polifonicznego zestawienia kilku sprzecznych, niedokończonych racji. W latach 90. spotkała się ona z entuzjastycznym przyjęciem Tadeusza Nowaka, Jana Błońskiego oraz ks. Jana Twardowskiego.
Istotnym atutem poezji Jolanty Baziak jest oryginalna forma oraz wysublimowany, enigmatyczny język poetycki. Powtarzającym się motywem w tej twórczości jest konflikt między duszą a ciałem. Baziak jest autorką popularnonaukowej biografii Leona Wyczółkowskiego, Leon Wyczółkowski – kolejne życie, wydanej przez Muzeum Okręgowe im. Leona Wyczółkowskiego w Bydgoszczy; kompendium wiedzy o artyście. Inna książka (Wyczółkowski, Przybyszewscy, Munch i Vigeland. Fryz życia) podejmuje wątki życia artystycznego Wyczółkowskiego, Stanisława Przybyszewskiego, Dagny Juell-Przybyszewskiej, Edvarda Muncha i Gustava Vigelanda. Godne polecenia są diariusze z podróży po szlakach biblijnych Ziemi Świętej.
Jej twórczość została wyróżniona Nagrodą im. Ryszarda Milczewskiego-Bruno (Poznań, 2000 r.) oraz XXIII Międzynarodowego Listopada Poetyckiego (Poznań, 2000 r.). Od roku 1980 jest członkiem ZAiKS (Związek Autorów i Kompozytorów Scenicznych), natomiast od roku 1995 należy do Stowarzyszenia Pisarzy Polskich. Od roku 2003 piastuje funkcję prezesa Towarzystwa Inicjatyw Kulturalnych, a rok później (2004) uzyskała członkostwo Bydgoskiego Towarzystwa Naukowego. W tym samym roku (2004) została odznaczona Srebrnym Krzyżem Zasługi. W 2019 roku odznaczona Złotym Krzyżem Zasługi oraz brązowym Medalem „Zasłużony Kulturze Gloria Artis”. 

## Utwory

### Zbiory wierszy
- Strefa pomylonych, (Wydawnictwo „Arkun”, Gdynia 1991)
- Wielbłądzica, (Kujawsko–Pomorskie Towarzystwo Kulturalne, Bydgoszcz 1995)
- Daleka Wenus, (Wydawnictwo „Marpress”, Gdańsk 1996)
- Bezdomni w ciałach, (Instytut Wydawniczy „Świadectwo”, Bydgoszcz 1997)
- Pół szyby światła, (Instytut Wydawniczy „Świadectwo”, Bydgoszcz 2000)
- Wiersze wybrane 1991-2001, (Instytut Wydawniczy „Świadectwo”, Bydgoszcz 2001)[2]
- Coś istnienia, (Instytut Wydawniczy „Świadectwo”, Bydgoszcz 2003)
- Przekłady i wiersze nowe, (Instytut Wydawniczy „Świadectwo”, Bydgoszcz 2004)
- Trudne modlitwy, (Instytut Wydawniczy „Świadectwo”, Bydgoszcz 2006)
- Wyspa, chwila (Instytut Wydawniczy „Świadectwo”, Bydgoszcz 2009; wyd. II – 2011)
- Pochylone niebo (Instytut Wydawniczy „Świadectwo”, Bydgoszcz 2011)
- Całe stworzenie: Wiersze wybrane i nowe 1974–2014 Pryma, Tercja, Kwinta (Instytut Wydawniczy „Świadectwo”, Bydgoszcz 2014)
- Samosiewne, (Instytut Wydawniczy „Świadectwo”, Bydgoszcz 2017)
- słowObraz, (Instytut Wydawniczy „Świadectwo”, Bydgoszcz 2021)
- Eroti, (Instytut Wydawniczy „Świadectwo”, Bydgoszcz 2024)

### Książki
- Ziemia zawsze święta, (Oficyna Wydawnicza „Vocatio”, Warszawa 1998)
- Ziemia początku, (Oficyna Wydawnicza „Vocatio”, Warszawa 2002)
- zbiór esejów Pasje i niepokoje Simone Weil, (Instytut Wydawniczy „Świadectwo”, Bydgoszcz 2001)
- zbiór esejów Nietzsche w optyce filozofów, (Instytut Wydawniczy „Świadectwo”, Bydgoszcz 2008)
- książka popularnonaukowa Leon Wyczółkowski – kolejne życie, (Muzeum Okręgowe im. Leona Wyczółkowskiego w Bydgoszczy, Bydgoszcz 2010); wyd. II uzupełnione – Bydgoszcz 2012
- Wyczółkowski, Przybyszewscy, Munch i Vigeland. Fryz życia, (Instytut Wydawniczy „Świadectwo”, Bydgoszcz 2012)
- Baziaki. Pokolenia, (Instytut Wydawniczy „Świadectwo”, Bydgoszcz 2017), 2019 - wersja angielska
- Wygnaniec, Tułacz, a może Ikar, (Instytut Wydawniczy „Świadectwo”, Bydgoszcz 2019)
- Pokolenia. Baziaki II , (Instytut Wydawniczy „Świadectwo”, Bydgoszcz 2022)

### Publikacje w antologiach
- Pegaz bydgoski, (Instytut Wydawniczy „Świadectwo”, Bydgoszcz 1994, s. 13-15)[2]
- Arka poezji, antologia: A.Jędrzejczak, (Instytut Wydawniczy „Świadectwo”, Bydgoszcz 1998, s. 41-55)
- Droga do Ashramu, antologia poezji kontrkulturowej, (Instytut Wydawniczy „Świadectwo”, Bydgoszcz 1998, s. 126-134)
- Dwa światy w jedno, I Agon Poetycki "O wieniec Akantu", almanach: wybór J.Baziak, (Instytut Wydawniczy „Świadectwo”, Bydgoszcz 2001)
- Z początkiem, ale bez końca..., almanach pokonkursowy II Agonu Poetyckiego "O wieniec Akantu", wybór J.Baziak, (Instytut Wydawniczy „Świadectwo”, Bydgoszcz 2002)
- Jest człowiek i jest Bóg..., almanach pokonkursowy III Agonu Poetyckiego "O wieniec Akantu", wybór J.Baziak, (Instytut Wydawniczy „Świadectwo”, Bydgoszcz 2003)
- Furtka słońca..., almanach IV Agonu Poetyckiego "O wieniec Akantu", wybór J.Baziak, (Instytut Wydawniczy „Świadectwo”, Bydgoszcz 2004)
- Dom nasz czy ulica..., almanach pokonkursowy V Agonu Poetyckiego "O wieniec Akantu", wybór J.Baziak, (Instytut Wydawniczy „Świadectwo”, Bydgoszcz 2005)[2]
- Trójkąt poetycki: Bydgoszcz – Czerkasy – Krzemieńczuk, (Instytut Wydawniczy „Świadectwo”, Bydgoszcz 2024)[2]